# Bugga
Bugga est une princesse anglo-saxonne de la fin du VIIe siècle et du début du VIIIe siècle. Fille du roi Centwine des Saxons de l'Ouest, elle entre dans les ordres et devient la première abbesse du Wessex. L'emplacement du monastère qu'elle a fondé reste indéterminé.

## Biographie
La principale source concernant Bugga est un poème d'Aldhelm célébrant le monastère qu'elle a fondé. D'après son épitaphe, elle en aurait été l'abbesse pendant trente-quatre ans.
Son nom semble être la forme hypocoristique d'un nom vieil-anglais se terminant en -burh ou -burg, ce qui a incité les historiens à vouloir l'identifier à d'autres religieuses anglo-saxonnes de la même période, parmi lesquelles Eadburh de Minster-in-Thanet ou Bugga de Withington, mais il n'existe aucune preuve solide à l'appui de ces hypothèses.